# Derwent Water

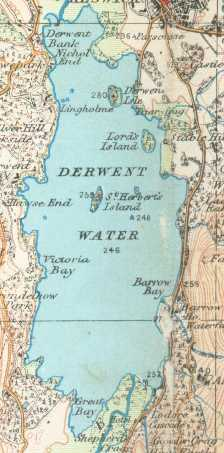
Karte des Sees (1925)

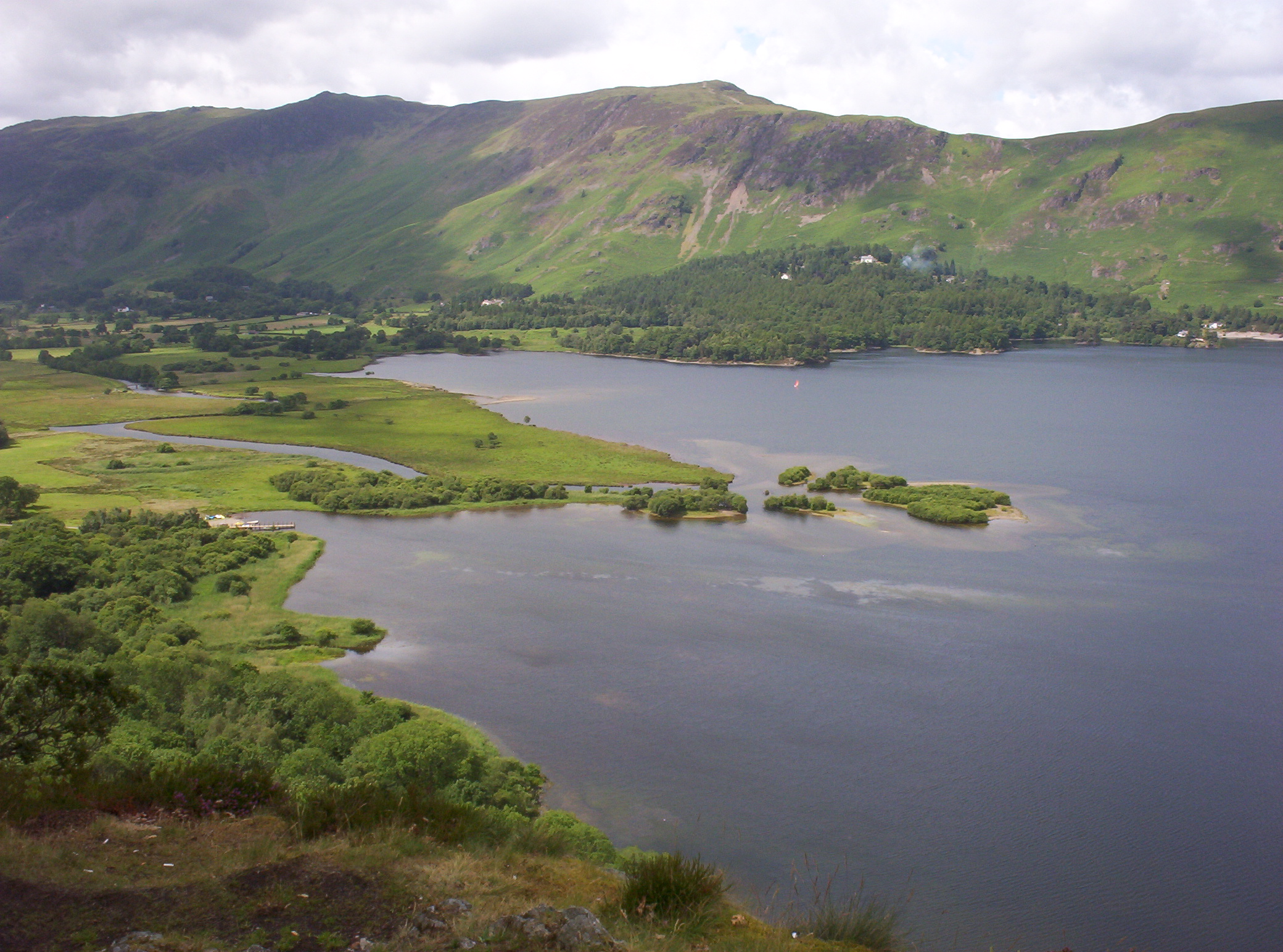
Das südliche Ende des Derwent Water

Derwent Water ist der viertgrößte See Englands und liegt im Lake District in der Grafschaft Cumbria.
Der See liegt am unteren Ende des Borrowdale unmittelbar südlich der Kleinstadt Keswick. Er ist 4,4 km lang und bis zu 1,6 km breit. Die tiefste Stelle liegt 22 Meter unter dem Seespiegel, die Fläche beträgt 5,2 km². Im See liegen vier kleine Inseln, die im Besitz des National Trust sind und von denen eine bewohnt ist.
Wie die anderen Seen des Lake District liegt auch Derwent Water in einem während der letzten Kaltzeit geschaffenen Trogtal. Hauptzufluss und -abfluss ist der Derwent, der auch durch den fünf Kilometer nördlich gelegenen Bassenthwaite Lake fließt. Es wird angenommen, dass Derwent Water und Bassenthwaite Lake früher einen einzigen See bildeten; seither hat sich dazwischen jedoch Geschiebe abgelagert und bildet dort die Grundlage für eine fruchtbare Alluvialebene.
Der See gilt als landschaftlich außerordentlich reizvoll. Er ist umgeben von Hügeln, die lokal fells genannt werden, und die ufernahen Hänge sind dicht bewaldet. Ein Ausflugsschiff verkehrt zwischen verschiedenen Anlegestellen. Es gibt vier Bootshäfen, zwei davon in Portinscale, einer in Keswick und einer am südlichen Ende bei den Lodore-Wasserfällen. Um den ganzen See herum und in der angrenzenden Gegend ist ein ausgedehntes Wanderwegnetz vorhanden.